# No Money Enterprise
No Money Enterprise — хіп-хоп дует, створений у 2019 році в Логан-Сіті, Квінсленд, Австралія.
Учасники гурту, Rndy $vge та Tommy OT — австралійці, які мають етнічне самоанське походження, але мешкають в Австралії.
Музичний стиль гурту поєднує в собі елементи дрил та хіп-хопу.
Вони найбільш відомі завдяки дебютному синглу «German».

## Історія
Гурт No Money Enterprise був створений в Логан-Сіті, Квінсленд, Австралія, у 2019 році.
Гурт став відомим у листопаді 2019 року, випустивши свій дебютний сингл «German». Сингл «German» не тільки став золотим у двох різних країнах, він також став платиновим, а також отримав номінацію «Most Performed Hip Hop / Rap Work» на APRA Awards 2021. Пісня набула популярності в соціальній мережі TikTok.
1 травня 2020 року вони випустили сингл «No Reason».
17 червня гурт No Money Enterprise підписав контракт з букінг-агенцією New World Artists.
2 жовтня вони випустили сингл «Presto». 8 квітня 2021 року сингл «Presto» був номінований у категорії «Hip Hop / Rap» на Queensland Music Awards 2021.
26 листопада 2021 року, на додаток до виконання своєї пісні «German», гурт виконав кавер на пісню репера Notorious B.I.G., «Mo Money Mo Problems» для щотижневої програми австралійської молодіжної радіостанції Triple j, Like a Version. 3 грудня 2021 року кавер було випущено у цифровому вигляді. Девід Джеймс Янг з австралійського веб-сайту Junkee поставив кавер на 32 місце з 38 у своєму списку найкращих каверів Like a Version 2021 року, зазначивши, що «[пісня] Notorious B.I.G. не зовсім поєднується зі стилем [гурту] No Money Enterprise».
25 лютого 2022 року гурт випустив сингл «Troublesome» у співпраці з реперами Section 60 & Bently.
19 березня вони випустили сингл «Riding» у співпраці з репером Bently.
30 березня відбулася прем'єра синглу «Bosque» у програмі радіостанції Triple J, Good Nights з радіоведучею Бріджит Х'стуейт (Bridget Hustwaite). Сингл «Bosque», за участю реперів Bently, Vita, Redback, вийшов пізніше того ж дня.
Вихід дебютного мініальбому заплановано на 3 лютого 2023 року.

## Учасники гурту
Поточні учасники
- Rndy $vge — вокал (2019—теперішній час)
- Tommy OT — вокал (2019—теперішній час)

## Особисте життя
Учасники гурту мають полінезійське походження.
В інтерв'ю радіостанції Triple J, Rndy $vge сказав:
«Ми не тільки представляємо Австралію, ми також хочемо представити наше полінезійське походження. Ми пишаємося цим, це те, що ми несемо близько до серця. 
Ми живемо і дихаємо тим, звідки ми родом, і ми хочемо це продемонструвати».

## Музичний стиль і впливи
Музичний стиль гурту No Money Enterprise включає такі жанри, як хіп-хоп і дрил.

## Дискографія

### Мініальбоми
| Назва    | Додаткова інформація                                              |
| -------- | ----------------------------------------------------------------- |
| WoodRich | - Реліз: 3 лютого 2023 - Формат: Digital - Лейбл: Wembley Records |

### Сингли
| Назва                                             | Рік  | Пікові позиції в чартах | Пікові позиції в чартах | Сертифікати                   | Альбом            |
| Назва                                             | Рік  | AUS                     | NZ                      | Сертифікати                   | Альбом            |
| ------------------------------------------------- | ---- | ----------------------- | ----------------------- | ----------------------------- | ----------------- |
| «German»                                          | 2019 | 37                      | 26                      | - ARIA: Platinum - RMNZ: Gold | Non-album singles |
| «No Reason»                                       | 2020 | —                       | —                       |                               | Non-album singles |
| «Presto»                                          | 2020 | —                       | —                       |                               | Non-album singles |
| «Troublesome» (with Bently and Section 60)        | 2022 | —                       | —                       |                               | Non-album singles |
| «Riding» (with Bently)                            | 2022 | —                       | —                       |                               | Non-album singles |
| «Bosque» (featuring Bently, Vita and Redback)     | 2022 | —                       | —                       |                               | WoodRich          |
| «S T C» (featuring Vita)                          | 2022 | —                       | —                       |                               | WoodRich          |
| «Foreign Currency» (featuring Vita and Stal'lyon) | 2022 | —                       | —                       |                               | WoodRich          |
| «LLTK»                                            | 2023 | —                       | —                       |                               | В очікуванні      |
| «Cleopatra» (with SHYY)                           | 2023 | —                       | —                       |                               | В очікуванні      |
| «Through the Storm» (featuring Bently)            | 2024 | —                       | —                       |                               | В очікуванні      |
| «Back to Back»                                    | 2024 | —                       | —                       |                               |                   |

#### Промо сингли
| Назва                                            | Рік  | Альбом           |
| ------------------------------------------------ | ---- | ---------------- |
| «Mo Money Mo Problems» (Triple J Like a Version) | 2021 | Non-album single |

## Нагороди та номінації

### APRA Awards
The APRA Awards are several award ceremonies run in Australia by the Australasian Performing Right Association (APRA) to recognise composing and song writing skills, sales and airplay performance by its members annually.
| Рік  | Номінант / праця | Нагорода                          | Результат | Джерело |
| ---- | ---------------- | --------------------------------- | --------- | ------- |
| 2021 | «German»         | Most Performed Hip Hop / Rap Work | Номінація | [ 25 ]  |

### Queensland Music Awards
| Рік  | Номінант / праця | Нагорода      | Результат | Джерело |
| ---- | ---------------- | ------------- | --------- | ------- |
| 2021 | «Presto»         | Hip Hop / Rap | Номінація | [ 26 ]  |